# KF 뷜리스 발시
KF 뷜리스 발시(알바니아어: KF Bylis Ballsh)는 발시를 연고로 하는 알바니아의 축구 클럽이다. 현재는 알바니아의 2부 축구 리그인 알바니아 퍼스트디비전에 참가하고 있다.

## 선수 명단

### 현역
- 플라무르 루치(2020 ~ )